# Gmina Buczek
Die Gmina Buczek ist eine Landgemeinde im Powiat Łaski der Woiwodschaft Łódź in Polen. Ihr Sitz ist das gleichnamige Dorf (deutsch Buczek, 1943–1945 Buscheck).

## Gliederung
Zur Landgemeinde Buczek gehören 16 Dörfer mit einem Schulzenamt:
| Bachorzyn Brodnia Dolna-Brodnia Górna Buczek Czestków A Czestków B Czestków F | Grzeszyn Gucin Józefatów Kowalew Luciejów | Malenia Sowińce Sycanów Wola Bachorska Wola Buczkowska |

Weitere Ortschaften der Gemeinde sind Czarny Las, Czestków-Osiedle, Dąbrowa, Dąbrówka, Herbertów, Petronelów, Strupiny und Wilkowyja.